# Maria Zofia Czartoryska

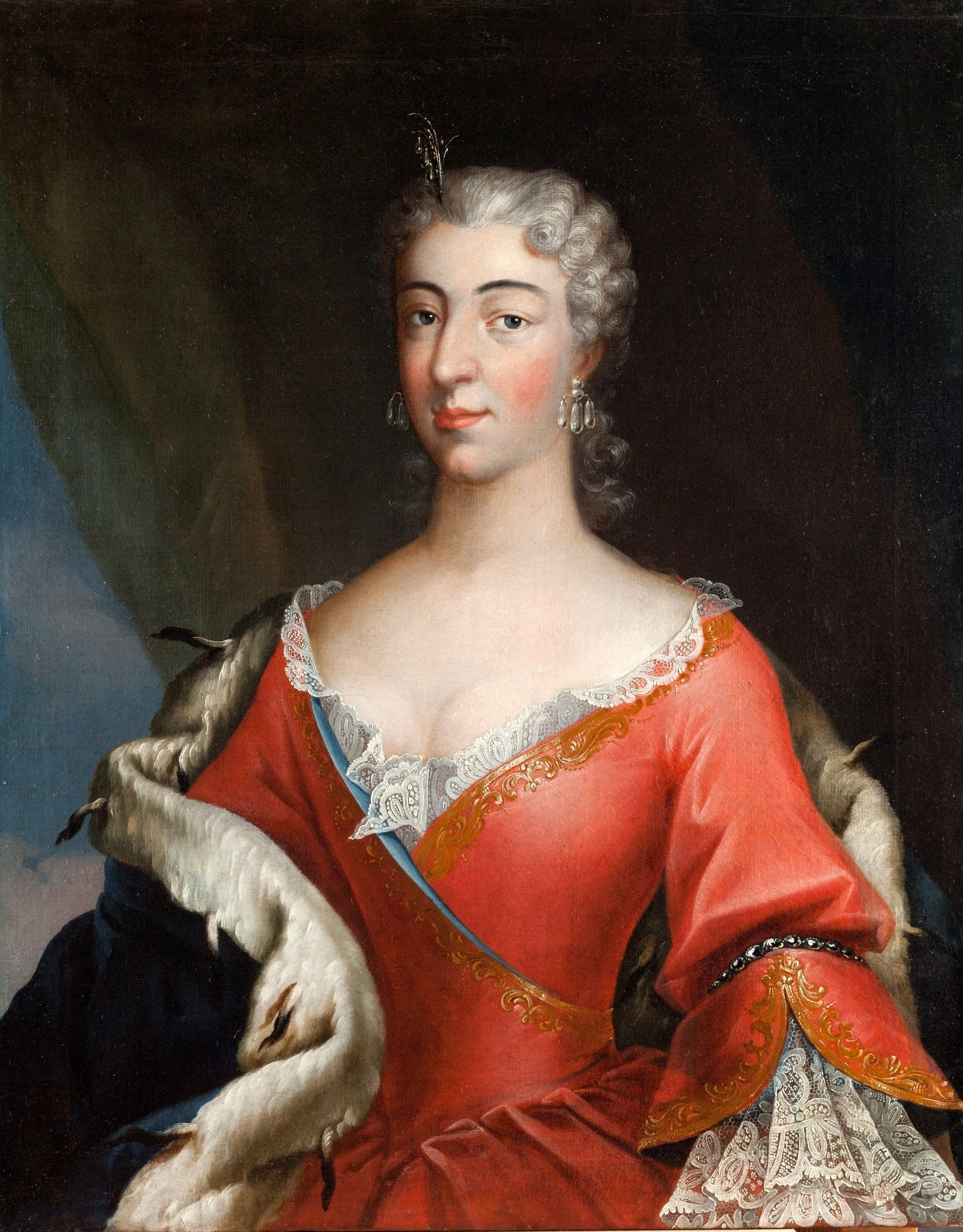
Porträt im Nationalmuseum Kielce

Maria Zofia Czartoryska (* 15. April 1699 in Polen-Litauen; † 21. Mai 1771 in Warschau) war eine polnische Fürstin. Sie entstammte der Magnatenfalimie Sieniawski.

## Leben
Maria Zofia war die Tochter des Großkronhetmans Adam Mikołaj Sieniawski und seiner Frau Elżbieta Helena Sienawska. Bei ihrer Taufe waren Zar Peter dem Großen, König August der Starke und Fürst Franz II. Rákóczi als Taufpaten zugegen. 1720 wurde sie mit dem Großhetman von Litauen Michał Kazimierz Radziwiłł verlobt. Die Verlobung wurde später aufgelöst. Stattdessen heiratete sie 1724 den Feldhetman von Litauen Stanisław Ernest Denhoff. Nach dessen Tod 1728 beerbte sie ihn. Mit ihrem eigenen und geerbten Vermögen galt sie als eine der reichsten Frauen in Polen-Litauen. Ihr gehörten mehr als 30 Städte und über 700 Dörfer. 1731 heiratete sie Fürst August Aleksander Czartoryski. Zu den gemeinsamen Kindern zählten Adam Kazimierz Czartoryski und Izabela Lubomirska.